# Claudio Angeleri
Claudio Angeleri (Bergamo, 27 giugno 1956) è un pianista e compositore italiano.

## Biografia
Nato a Bergamo il 27 giugno 1956 è attivo sulla scena concertistica dal 1974.
Ha iniziato lo studio del pianoforte con Aldo Sala e si è perfezionato in Italia e negli Stati Uniti con Mark Levine, Cedar Walton, Jaky Byard e al Trinity College London. Si diploma in pianoforte jazz col massimo dei voti alla University of West London. Parallelamente si laurea in architettura al Politecnico di Milano.
Nel 1997 ha vinto il terzo premio del Concorso Internazionale di Composizione Jazz del Conservatorio di Monaco con una composizione tratta dal progetto multidisciplinare Beatniks presentata lo stesso anno al Festival Bergamo Jazz.
Ha sperimentato il dialogo tra diverse discipline - musica, teatro, danza, multimedialità – realizzando diversi progetti tra cui Il principe felice tratto da una novella di Oscar Wilde, A New World A-Comin in collaborazione con l'attore Oreste Castagna e il sassofonista Gabriele Comeglio, Musica dalle Città Invisibili ispirata a Le città invisibili di Italo Calvino presentati all'Atelier del XX Secolo di Milano, al Festival Notti di luce di Bergamo, al Teatro Foce di Lugano.
Ha curato inoltre il commento musicale live del Festival Internazionale della Poesia di Milano alla Palazzina Liberty e ha sonorizzato in piano solo alcune comiche di Stan Laurel e Oliver Hardy per il Festival il Ritmo delle Città di Milano.
Ha messo in scena lo spettacolo To Be or not to Bop dedicato alla musica di Dizzy Gillespie presentato alla rassegna il Ritmo delle Città presso il Politecnico di Milano e Notti di luce 2013 insieme all'attore Gianmarco Tognazzi, al trombettista Giovanni Falzone, al saxofonista Michael Rosen, al chitarrista Sandro Zerafa, al contrabbassista Heiri Kaenzig e al batterista Mauro Beggio.
Ha riproposto alcune riletture delle suites di Duke Ellington tra cui la Far East Suite alla Camera del Lavoro di Milano con il sassofonista Charlie Mariano nel 1998, la Such Sweet Thunder arrangiata da Gabriele Comeglio per l'Orchestra d'archi dei Pomeriggi Musicali nel 1999, A Love Supreme di John Coltrane con gli archi dell'Orchestra Enea Salmeggia nel 2003 e la New World a Comin con l'Orchestra Sinfonica Città di Vigevano diretta da Emanuele Raffanini nel 2017 al teatro Cagnoni di Vigevano.
La Rai gli dedica due speciali radiofonici tra cui una puntata di Invenzioni a due voci con il giornalista Michele Mannucci nel 2001 e nel 2003 in cui tiene un'intervista per Rai International contestualmente alla messa in onda del concerto live della sua Orchestra Tascabile al Festival di Iseo.
Approfondisce nel corso degli anni lo studio della musica di Thelonious Monk, suonando nel 1980 con Steve Lacy e con Jerry Bergonzi a Bologna e Ferrara incidendo il CD per ottetto Monk's Keys.
Nel 2004 l'associazione Jazz Company gli attribuisce il Premio Enzo Fresia per la sua attività concertistica.
È pianista della Montecarlo Nights Orchestra di Nick the Nightfly dal 2005 con la quale suona in vari festival e concerti al Blue Note Milano, a Genova, Firenze, Umbria Jazz, Elba Jazz con la partecipazione di diversi ospiti quali Sarah Jane Morris, Mario Biondi, Red Holloway, Jesse Davis, Paolo Fresu.
Nel 2005 mette in scena per Lugano Teatro lo spettacolo Alfonsina vestita di mare, con Franco Ambrosetti, Michael Zisman, Rosario Bonaccorso, Paola Milzani, Silli Togni, Cristina Castrillo. Partecipa alle rassegne di Zurigo, Versilia Jazz Festival, Brianza Open Festival, Torino, Palermo, Napoli. Collabora con il World Chamber Choir i Sacred Concerts di Ellington al Festival Voceversa presso il Teatro Litta di Milano e alla Sala della Cavallerizza di Vigevano, e propone, sempre al teatro Litta, la versione originale di Kind of Blue con la partecipazione dello scrittore Ashley Cahn.
Nel 2006 la Civica jazz Band diretta da Enrico Intra esegue una sua composizione in occasione dell'Italian Jazz Graffiti al Teatro Strehler di Milano.
Realizza il progetto Something Else di Giulio Visibelli sulla musica di Ornette Coleman al Jazz Happening di Canicattini Bagni, alla Rassegna Adda e Martesana e Bergamo in Jazz. Con la cantante Beatrice Zanolini mette in scena lo spettacolo Marylin in Jazz al Teatro Litta e al Blue Note di Milano.
Nel 2016 suona alla Camera del Lavoro di Milano all'Atelier del XX Secolo in occasione dell'omaggio a Renato Sellani insieme a Franco D'Andrea, Enrico Intra, Dado Moroni, Mario Rusca e Antonio Zambrini.
Nel 2017 esegue il concerto per pianoforte e orchestra sinfonica A New World a comin di Duke Ellington nella stagione concertistica della Orchestra Città di Vigevano e suona al Festival Iseo Jazz.
Nel 2023 partecipa al palinsesto di Bergamo Brescia Capitale Italiana della Cultura 2023 con il progetto Invenzioni a più Voci, replicato a Nembro, a Milano Camera del Lavoro di Milano all'Atelier del XX Secolo, a Palazzolo sull'Oglio La casa del Jazz Italiano.

## Didattica
In campo didattico dirige dal 1987 il Centro Didattico produzione Musica Europe di Bergamo promuovendo oltre 400 seminari tenuti, tra gli altri, da Jim Hall, Elvin Jones, Peter Erskine, John Patitucci, Mike Stern, Dave Liebman, Kenny Wheeler, Bob Moses, Lenny White.
Dal 2023 è Presidente della Associazione Nazionale Scuole Jazz e musiche audiotattili
È docente di pianoforte e armonia funzionale jazz al Malta International Jazz Festival dal 2013 al 2015, suonando nell’edizione 2013 con Charles City Gatt e nell’edizione 2014 con suoi arrangiamenti delle musiche di Horace Silver insieme alla cantante Francesca Galea, il sassofonista Giulio Visibelli, il batterista Karl Jannuska e il contrabbassista Yoni Zelnik.
È docente di pianoforte e musica d'insieme ai Seminari Nazionali di Musica Jazz dell'Elba e al Master Accademico di II Livello di Musica d'insieme ad indirizzo jazz della Università di Scienze della Formazione Roma3
È direttore artistico della rassegna Notti di luce dal 1999, promuove dal 2014 la manifestazione UNESCO Bergamo per International Jazz Day.

## Discografia

### Discografia come leader
- 2023 Concerto feat. Gianluigi Trovesi (Dodicilune ED549) con Claudio Angeleri, piano; Gianluigi Trovesi, clarinetti, Giulio Visibelli, flauto e soprano, Paola Milzani, voce, Gabriele Comeglio, alto sax; Marco Esposito, basso; Matteo Milesi, batteria, The Golden Guys Choir, Nicholas Lecchi;
- 2021 Music from the castle of crossed destinies (Dodicilune ED507) con Claudio Angeleri, piano; Giulio Visibelli, sax soprano e flauto, Virginia Sutera, violino, Michele Gentilini, chitarra, Marco Esposito, basso el.; Luca Bongiovanni, batteria con Paola Milzani, voce, G. Comeglio, sax alto.
- 2019 Blues is more (Dodicilune ED417) C. Angeleri, piano; G. Comeglio, sax alto e soprano; M. Esposito, basso el.; L. Bongiovanni, batteria con P. Milzani, voce, G. Visibelli;
- 2016 Why? (CDpM 222 – 262) con Gabriele Comeglio, Paola Milzani
- 2012 Seven Steps to Hendrix (CDpM CD 219) con Alberto Amato, Tony Arco, Rino Cirinnà
- 2007 invenzioni a più voci (CDpM 145) con Bob Mintzer, Franco Ambrosetti, Rob Sudduth, Arup Kantidas
- 2004 Musiche dalle città invisibili (CDpM Lion) con Bob Mintzer, Franco Ambrosetti, Giulio Visibelli, Stefano Bagnoli
- 2003 Iseo Jazz 10 anni di jazz italiano (CDpM Lion) con Franco Ambrosetti, Giampiero Prina, Heiri Kaenzig
- 2002 Monk's Keys (CDpM Lion) con Giulio Visibelli, Gianluigi Trovesi
- 2002 From Be to Pops (CDpM Lion) con Vittorio Marinoni, Marco Esposito, Paola Milzani
- 2000 Blue Roads (CDpM Lion) con Guido Bombardieri
- 1999 Atelier musical del XX secolo (SM001) con Charlie Mariano, Gabriele Comeglio, Giampiero Prina, Heiri Kaenzig
- 1998 Tourist Point of View (CDpM Lion) con Charlie Mariano, Gabriele Comeglio, Giampiero Prina, Heiri Kaenzig
- 1997 Il principe felice (CDpM Lion) con Oreste Castagna
- 1997 Beatniks (CDpM Lion) con Gabriele Comeglio, Heiri Kaenzig, Vittorio Marinoni
- 1996 Jazz Files (CDpM Lion) con Franco Ambrosetti, Gabriele Comeglio, John Riley, Mike Richmond
- 1996 Iseo Jazz 1996 (CDpM Lion)
- 1994 Pin Up (CDpM Lion) con Gianluigi Trovesi, Marty Wehner
- 1993 Beulah's Dream (Le Parc) con Marty Wehner, Sergio Orlandi
- 1992 Quindi (Le Parc) con Mike Rosen, Federico Monti, Marco Esposito
- 1986 Gomma arabica (Fonit Cetra) con Christian Meyer, Paolino della Porta, Marty Wehner
- 1984 Tango ing (Bull Records) con Marty Wehner, Ellade Bandini, Franco Finocchiaro
- 1977 Ziggurat (Red Record)

### Discografia collaborazioni
- Sing and swing  - Nick the Nightfly Montecarlo Night Orchestra (Edel 2011)
- Sleepless Night - Caterina Comeglio (JazzCo 201101 – 2011) Jazz Company Big Band ospite Bob Mintzer
- The Devil  - Nick the Nightfly Montecarlo Night Orchestra (Edel 2008) con Sarah Jane Morris, Paolo Fresu
- Live at Blue Note Milan   Nick the Nightfly Montecarlo Night Orchestra (Edel 2005)
- L’ultima Gioventù -   Alvise Bortolini (CDpM Lion 2005)   con C. Angeleri, S. Gibellini, Gabriele Comeglio, M.Esposito, Bob Mintzer, Rufus Reid, Phil Markowitz, John Riley
- Dialogues - H. Brubeck Orchestra di Soncino (Tawa international 2004)
- Blue Note Milano - Montecarlo Nights Orchestra (Blue note 2004)   con Sarah Jane Morris, Nick the Nightfly
- Play Jazz -  J.W. Orchestra (Tranquilo)
- A Walk Through My Life -  Giorgio Azzolini octet (CDpM Lion 2002)   con Giorgio Azzolini, Claudio Angeleri, Stefano Bagnoli, Marco Ricci, Gabriele Comeglio, Mauro Parodi, Marco Gotti, Sergio Orlandi.
- A Very Good Company   Gabriele Comeglio (CDpM Lion 1999)  con Herb Pomeroy, Bob Malach, Randy Brecker, Slide Hampton
- Iseo Jazz 1998  - Emilio Soana ensemble (CDpM Lion 1998)
- Architettura E Musica Marco Gotti Ensemble (CDpM LIon 202-2)
- Canzoni In Jazz   - Marco Gotti (CDpM Lion 1995)   con Marco Gotti, Gianni Coscia
- Ninba -Giampiero Prina (CDpM Lion 1995)   con Giampiero Prina, Emanuele Cisi, Daniele di Gregorio, Antonio Faraò, Bebo Ferra, Riccardo Luppi, Claudio Angeleri
- Tom’s Thumb In The Magic Castle - Sandro Cerino Action quartet (Splas(h) records) con Ares Tavolazzi, Federico Monti
- Che Fine Fanno I Personaggi Dei Sogni  - Sandro Cerino Action quartet (Splas(h) records) con Ares Tavolazzi, Federico Monti